# Рудня-Голубовка
Рудня-Голубовка — деревня в Клинцовском районе Брянской области, в составе Первомайского сельского поселения.

## География
Находится в западной части Брянской области на расстоянии приблизительно 6 км на юго-запад по прямой от железнодорожного вокзала станции Клинцы.

## История
Основана в 1708 году Иваном Ломиковским на речке Туросне:  «строена та рудня на сыром корени, в нашествие шведов, до двора топальского. Владел тою руднею генеральный пушечный есаул Петр Корецкий, что при Ломиковском был господарем. А зачинал то руднянское строение и фундамент строил рудник Василий Голуб с кузнецами...»
Позднее — владение Рагузинского, Бороздны и других владельцев. 
До 1781 года входила в Новоместскую сотню Стародубского полка.  
В 1859 году здесь (деревня Суражского уезда Черниговской губернии) учтено было 37 дворов, в 1892—43 двора.
Северная окраина деревни курганный могильник X-XIII веков, близ кладбища. Исследовал П.М. Еременко в 1894 году, обследовал А.В. Кашкин в 1974 году. В конце XIX века было 104 кургана, диаметром от 4 метров до 15 метров, высотой от 0,5 до 2,5 метров. 
В середине XX века работал колхоз «Зарево». 
Находится место особо охраняемой природной территории областного значения – государственный природный заказник «Голубовский родник»

## Население
Численность населения: 218 человек (1859), 320 человек (1892), 202 человека (2002), 138 человек (2010), 131 человек (2013), 128 человек (на 01.01.2024).